# Roh Yoon-seo
Roh Yoon-seo  (en hangul, 노윤서; nacida en Songpa-gu, Seúl, el 25 de enero de 2000) es una actriz y modelo surcoreana.

## Formación
Ro Yoon-seo se graduó en secundaria en la Escuela de artes Sunhwa; realizó sus estudios universitarios en el Departamento de Pintura Occidental de la Universidad de Mujeres Ewha, donde ha llegado a presentar su trabajo académico en una exposición; se graduó allí a principios de 2023.

## Carrera
Antes de empezar a trabajar como actriz, Roh Yoon-seo ha aparecido como modelo de publicidad para varias marcas de moda y belleza desde 2018. En enero de 2024, por ejemplo, participó en la Closet Campaign de Balenciaga. También ha entrado en otros sectores publicitarios: en octubre de 2023 fue seleccionada como la modelo de marca para la franquicia internacional Paris Baguette.
Su debut en televisión tuvo lugar en 2022, con la serie de tvN Nuestro horizonte azul. En ella tiene un papel destacado, el de la joven estudiante de secundaria Yeong-ju, la más brillante de su escuela, que queda embarazada y debe decidir si tener o no a su hijo. La interpretación de Roh, protagonista a lo largo de tres capítulos de la serie, recibió comentarios positivos en la prensa surcoreana.
El debut en cine de la actriz tuvo lugar también en 2022, con el papel de Yeon-du, la mejor amiga de la protagonista, en la producción de Netflix Una chica del siglo XX.
En julio de 2022 se anunció que la actriz había sido elegida para el personaje de Hae-yi en la serie Curso intensivo de amor, también del canal tvN. En ella es la hija de la protagonista (personaje interpretado por Jeon Do-yeon) que se prepara en un hagwon para entrar en la universidad. La serie se emitió en 2023 y su trabajo en ella le valió el premio a la mejor actriz revelación en los 59.os Premios Baeksang Arts.
En enero de 2024 fue anunciada su participación en la segunda temporada de la exitosa serie web Estamos muertos, aunque la agencia de la actriz comunicó que aún no se había decidido dicha participación.Para el mismo año se esperaba un proyecto cinematográficos, Hear me, versión surcoreana de la homónima película taiwanesa Blue Snow en la que trabaja con Kim Yun-seok y Koo Kyo-hwan. Se trata de un filme de suspenso cuyo rodaje estaba en marcha en septiembre de 2023.

## Filmografía

### Películas
| Año  | Título                 | Hangul      | Papel    | Notas | Ref.          |
| ---- | ---------------------- | ----------- | -------- | ----- | ------------- |
| 2022 | Una chica del siglo XX | 20세기 소녀 | Yeon-doo |       | [ 24 ]        |
| 2024 | Hear me                | 청설        | Yeo Reum |       | [ 21 ] [ 22 ] |

### Series web
| Año  | Título                       | Papel          | Canal   | Notas                     | Ref.                 |
| ---- | ---------------------------- | -------------- | ------- | ------------------------- | -------------------- |
| 2022 | Nuestro horizonte azul       | Bang Young-joo | tvN     |                           | [ 10 ] [ 25 ] [ 26 ] |
| 2023 | Curso intensivo de amor      | Nam Hae-yi     | tvN     |                           | [ 16 ] [ 27 ]        |
| 2023 | El caballero negro           | Seul-ah        | Netflix | Serie web                 | [ 28 ]               |
| 2024 | Amor en la puerta de al lado | Ella misma     | tvN     | Aparición especial, ep. 1 | [ 29 ]               |

| Año  | Título               | Plataforma | Papel | Notas | Ref. |
| ---- | -------------------- | ---------- | ----- | ----- | ---- |
| 2024 | "Nadie en el bosque" | Netflix    |       |       |      |

### Vídeos musicales
| Año  | Canción        | Artista | Ref.   |
| ---- | -------------- | ------- | ------ |
| 2022 | «Freak» (괴짜) | Zico    | [ 30 ] |

## Otras actividades

### Revistas / sesiones fotográficas
| Año  | Publicación | Notas          | Ref.          |
| ---- | ----------- | -------------- | ------------- |
| 2022 | Elle        | Julio de 2022  | [ 31 ]        |
| 2023 | Elle        | Agosto de 2023 | [ 32 ] [ 33 ] |

### Presentadora
| Año  | Acto         | Notas                                    | Ref.          |
| ---- | ------------ | ---------------------------------------- | ------------- |
| 2023 | Premios MAMA | Tokyo Dome, 28 y 29 de noviembre de 2023 | [ 34 ] [ 35 ] |

## Premios y nominaciones
| Año  | Premio                         | Categoría                            | Papel                   | Resultado | Ref.          |
| ---- | ------------------------------ | ------------------------------------ | ----------------------- | --------- | ------------- |
| 2022 | 8.os Premios APAN Star         | Mejor actriz revelación              | Nuestro horizonte azul  | Nominada  | [ 36 ] [ 37 ] |
| 2022 | 8.os Premios Asia Star         | Premio Rising Star                   | Nuestro horizonte azul  | Ganadora  | [ 38 ]        |
| 2023 | 59.os Premios Baeksang Arts    | Mejor actriz revelación (televisión) | Curso intensivo de amor | Ganadora  | [ 5 ] [ 18 ]  |
| 2023 | Premios Brand Customer Loyalty | Mejor actriz revelación              | Curso intensivo de amor | Ganadora  | [ 39 ]        |
| 2025 | 61.os Premios Baeksang Arts    | Mejor actriz revelación (cine)       | Hear me                 | Pendiente | [ 40 ] [ 41 ] |